# Nationalitätensowjet
Der Nationalitätensowjet (russisch: Совет Национальностей) war das Oberhaus des Obersten Sowjet der UdSSR.  

## Konzeption
Der Nationalitätensowjet war eine der beiden gleichberechtigten Kammern des Obersten Sowjets der UdSSR (ab 1938). Beide Kammern wurden bei gleicher Sitzungsperiode im Fünfjahresrhythmus von den Bürgern der UdSSR gewählt. Die Wahl des Nationalitätensowjet erfolgte nach Unionsrepubliken (je 32 Deputierte), autonomen Republiken (je elf Deputierte), autonomen Gebieten (je fünf Deputierte) und autonomen Kreisen (je ein Deputierter). Er hatte also ab den 1960er Jahren 750 Mitglieder.

## Geschichte
Als Tagungsort des Obersten Sowjet der UdSSR diente ab den 1930er Jahren der Große Kremlpalast, nach 1961 der Staatliche Kremlpalast, in dem auch die Parteitage der KPdSU durchgeführt wurden.